# Obieżyświat (program rozrywkowy)
Obieżyświat (ang. Globe Trekker) – serial podróżniczo-turystyczny. Program nadawany jest w ponad 40 krajach. Inspiracją do stworzenia serialu były przewodniki Lonely Planet. Gospodarze programu nakręcają sceny w różnych miejscach na świecie.